# Literatura en sórabo

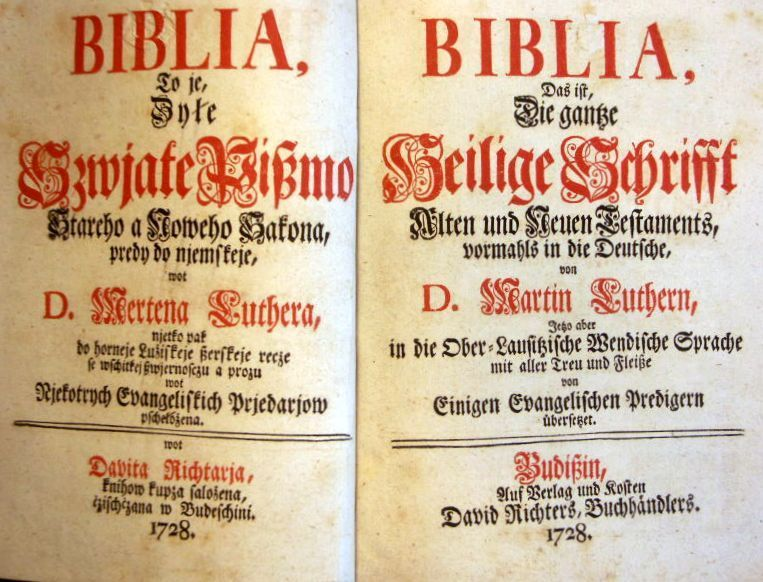
Página de título bilingüe de la primera Biblia completa en lengua sorbia superior (1728).

La literatura en sórabo es aquella realizada en lenguas sorbias, lusaciano, sorbio o sórabo, lenguas eslavas estrechamente emparentadas habladas en los estados alemanes de Brandemburgo y Sajonia.

## Primeras muestras
En 1500, el obispo Johann VI von Saalhausen (1487-1518) de Meissen hizo editar el primer catecismo en sórabo en Bautzen, el primer texto conocido en la lengua. En la misma época aparecen las primeras muestras poéticas sórabas, con fuerte oscilación dialectal, de manos de estudiantes universitarios de Cracovia y Praga, como Jurij de Budyšin, Miklaws de Budyšin, Jankro de Chosébuz, Joannes Rhagius Aesticampianus (1457-1520), alabado por Alejandro VI, Jan Solfa, Jan Luastius, Caspar Janitius (1550-1597), Jacobus Janus (fallecido en 1583), Jan Bokatius (fallecido en 1569), autores de poemas y tratados en latín.
El primer libro impreso en sórabo fue un calendario eclesiástico escrito en 1574 por Albin Möller (1543-?) de Tsupci/Straupitz.
En 1520 Pawol Bozak («descalzo») enseñaron las doctrinas de Martín Lutero en Budestecy/Poswitz, como también lo haría en Budyšin en 1577 el monje Jan Brezan/Johann Briesemann. Para atraer a su bando a los sórabos, tanto católicos como protestantes alentaron la publicación de obras de carácter religioso en sórabo. Así, en 1548 Miklaws Jakubika tradujo el Nuevo Testamento al sorbio y en 1610 Handrij Tara (1570-1628) escribió Enchiridion vandalicum, obra que contiene un catecismo luterano, oraciones, salmos y reflexiones en sorbio. En el área de Chosébuz/Cottbus, Wjaclaw Warich (1564-1618) de Hrodzisco también escribió un catecismo luterano en 1579 y en 1627 Hrjehor Martini (fallecido en 1632) de Dazin escribiço algunos salmos.
La creciente producción literaria terminó abruptamente en 1667, cuando el Elector de Brandemburgo ordenó que todos los textos en sorbio en su territorio fueran confiscados y destruidos, de forma que desapareció toda muestra literaria anterior al siglo XVIII (a excepción del Salterio de 1643, himnos de 1654 y extractos de la Biblia de 1656). Durante un corto período, en 1669, el consistorio de la Baja Lusacia emitió una orden similar, de la que no se salvaría ni el catecismo del maestro de la escuela de Kalau, G. Emelius.

## ElsigloXVIII
Comenzando en el siglo XVIII, se empezó a cultivar la literatura en sorbio. Se calcula que en la época ya sólo había unos 200.000 hablantes. En 1706 los hermanos Mercin y Jerzy Siman de Cemjericy fundaron el Seminario Lusaciano, mientras que en 1716 se fundó en Leipzig la Serbske Predarske Towartswo (Asociación Sóraba de Prédicas), que organizaba lecturas y conciertos Sorabum saluti. La Asociación financió a Abraham Frencel (1656-1740) y a su padre Michal (1628-1706) para que tradujesen el Nuevo Testamento. Michal Frencel muestra en sus escritos un sentimiento de origen común y hermandad con los pueblos eslavos. Para escribir el Nuevo Testamento se basó en textos alemanes, pero revisó también versiones checas y polacas. Además, en 1697 envió una carta de saludo al zar Pedro I el Grande, de carácter paneslavo, donde señala que todos los eslavos son descendentes de los hermanos Cech, Lech y Rus.
Abraham Frencil de Kozly/Cosel, pastor de Sunow, escribió libros en latín, como De originibus linguae Sorabicae libri (1693-1696), sin mucho valor científico, pero también los más interesantes Historia populi te rituum Lusatiae Superioris, Historia naturalis Lusatiae Superioris, De diis Slavorum te Soraborum in specie y Lexicon harmonico-etymologicum Slavicum, intento de hacer un vocabulario comparado y etimológico de todas las lenguas eslavas. Otros autores del periodo fueron Jurij Mjén (1727-1785), traductor al sorbio del Messiah de Klopstock, Michal Hilbjenc (1758-1816), Handrij Ruska (1755-1810) y Rudolf Mjén (1767-1841). La Ilustración alemana empujaría a numerosos intelectuales a tomar interés por la lengua lusaciana.
Con respecto a las publicaciones periódicas, en 1790 apareció el Mesacne Pismo k Rozwucenju a Wokrewjenju (Hoja mensual de instrucción y de deleite), dirigido por Jan August Janka (1766-1829) y Korla Bohachwal Serach (1764-1835), primera publicación lusaciana de este tipo. En 1809 empezó a publicarse el primer periódico sorbio moderno, el Sserski Poděwar a Kurer (Narrador y Corro Sórabo), por Jan Bohuchwar Dejka (1779-1853), que fue editado de 1809 hasta 1812 en Budysin/Bautzen.

## ElsigloXIX
En 1830 se publicó la gramática altosóraba de Handrij Zejler, mientras que en 1839 se fundaba la Societas Slavica Budissinensis en Bautzen. En 1842 aparecieron los diarios Jutrniczka (La Diana) y Tydzenska Nowina (Diario Semanal), fundados por Zejler y Smoler. Poco después, en 1845, Korla August Kocor organiza el primer festival de música popular sóraba.

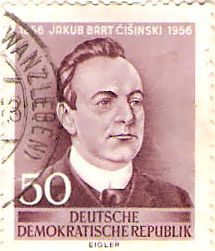
Bart-Ćišinski en un sello de la Alemania Oriental.

En 1846 Jan Arnošt Smoler (1816-1884), autor de la compilación de poemas populares Pjesnicki hornych a del’nych Luziskich Serbow (Cantos populares sórabos superiores e inferiores, 1842-1844), fundó en Budyšin la sociedad cultural y literaria Macica Serbska (La colmena sorbia), que en 1848 se convertiría en Towarstwo Macicy Serbske (La sociedad colmena sorbia), con cinco secciones dedicadas a la lingüística, historia y arqueología, literatura y ciencias, y que publicará la revista Casopis Towarstwo Macicy Serbske (Revista de la matriz sóraba). La Sociedad abrió en 1880 una sección en Chósebuz. En 1848 comenzó a editarse Bramborski Serbski Casnik, primer diario en bajo sórabo y antecedente del Nowy Casnik.
En 1854 aparece en Budyšin la revista Serbske Nowiny (Noticias sórabas) y en 1860 aparecieron dos nuevas publicaciones más, Luzica y Lipa Serbska, portavoces del grupo llamado Jóvenes sórabos, activistas paneslavistas influidos por el checo Masaryk. Estas revistas facilitaron la publicación de las obras de este nuevo grupo literario, encabezado por Jakub Bart-Ćišinski (1856-1909), que se movió por los ambientes literarios y culturales de Praga; Matej Urban (1846-1931), traductor de la Ilíada y la Odisea al sórabo; el autor teatral Jakub Nowak Horjanski (1864-1938); el lingüista Arnošt Muka (1854-1932), creador de un museo etnográfico lusaciano y autor de Hisi slownik dolnoserbskeje recy a jeje narecow (Diccionario de la lengua serbolusaciana, influencia y dialectos, 1921-1928); el traductor Jurij Libš (1857-1927) y el filólogo Jurij Kral (1864-1945). Además, en 1861 Korla Awgust Kočoro (1872-1904) compuso la primera ópera sóraba, Jakub a Kata e inspiró la música del himno sórabo.
Ocultos por la luz de estos autores también brillaron otros, como el cura alemán Jan Waltar (1860-1921), el humorístico Fiklaws Bjedrich (1859-1930), de temática histórica Jurij Wingfer (1872-1918), Jakub Sewcik (1835-1935), el filólogo Jan Petr Jordan (1818-1891) y Miklaws Andricki (1871-1906). Otros autores de menor calidad fueron, entre los protestantes de la Alta Lusacia, el filólogo Krescan Bohuwer Pful (1825-1889), Jan Jurij Melda (1814-1894), Julius Eduard Wjelen (1877-1892), Krescan Kulman (1805-1869), Jan Bartko (1821-1900), Jan Bohuwer Mucink (1821-1904), Jakub Buk, Miklaws Cyz (1825-1853) y Miklaws Jaeslawk (1827-1862). Con respecto a los de la Baja Lusacia, Mjertin Grys (1820-1878), Hendrich Kopf-Bukwinski (1837-1884), Kito Stempel (1787-1867), Kito Swjela (1836-1922), Mato Rizo (1847-1935) y Fryco Rocha (1863-1942). 
En 1875 Smoler fundó una imprenta para libros eslavos, a la vez que se calculaba que los sórabos eran unos 128.000. En esta imprenta se editó la obra de Wilhelm Boguslawski, Historija serbskeja naroda (Historia de la nación sóraba, 1884) y los Delnjoserbskeje ludowe pesnje (Poemas populares bajolusacianos, 1884) de Michal Hornik (1833-1894). Pero en 1875 se prohibió el empleo del sórabo en las escuelas prusianas.

## SigloXX
Después de la Primera Guerra Mundial destacarían Jan Skala (1889-1945) fundador de la revista Serbski Dzenik (El cotidiano sórabo), desde el cual intentó promover un dialecto central como lengua literaria unitaria, intento que no cuajó. También pudieron publicar numerosos autores de la época, como Josef Nowak (1895-1976), autor de Posledni kral (El último rey, 1916), Z duchom swovody (En el espíritu de la libertad, 1919), el alegórico Lübin a Sprewja (1931) y el drama Swobody njewjesta (La prometida de la libertad, 1922) sobre Wita, una heroína del siglo X; Pawol Kojecmar (1898-?), con Raj myslow sonow z luziskich honow (Paraíso de pensamientos y sueños en campos lusacianos, 1929); Jakub Lorenc Zaleski (1874-1939), con los poemas Wostasan (1914), Serbscy rjekowje (Himnos sorbios, 1922) y Kupa zabytych (La isla de los olvidados, 1924); el pastor cisterciense Miklaws Romuald Domaška Ilsan (1869-1945), con Chodojta (La encantadora), Pilatusowy jezor (El lago de Pilatos), Swobodni (Los libres, 1935) y Pokladopytar (El buscador de tesoros, 1931); Miklaws Hajna (1876-1941), autor de Dziwja Hilza (La salvaje Hilza), Sym serbow serbske holico (Soy una chica sóraba para los sórabos, 1922) y Petrolejowy kuzal (Pozo petrolero, 1922); la autora de teatro comprometido Marjana Domaskoje (1872-1946) con Z chudych zywjenja (De la vida de los pobres, 1930), Wenask basni (Corona de poemas, 1927), Swickojc pytaju zówku (Los Swickojc buscan camarera, 1938) y Wubrane spise (Escritos selectos, 1956); Mina Witkoje (1893-?) con K swetlu a slyncu (Hacia la luz y el sol, 1953), Wanask blosankich Kwethow (Corona de flores del Spreewald, 1934) y Dolnoserbske basni (1925); Mato Kosyk (1853-1940), Bogumil Šwjela (1873-1948), Jan Hajes (1873-1906) y Jurij Slodenk (1873-1943) con Napoleón (1921).
También destacaron otros autores menos conocidos, como el poeta Pawol Wicaz (1901-1933) con Z duchom wótcinskim (Con espíritu patriótico), Jan Lajnert (1892-?) con Wyskow sapy, sylzow kapy (Gritos de dolor, gotas de lágrimas, 1928); Jan Arnost Hancka (1867-1928), Marja Kubasec (1890-?), Jurij Wjela (1890-?), la poetisa labradora Marja Budychojc (1883-1946), la obrera Pawlina Krawcowa (1890-1943) y Hajno Nowy (1871-1941).
En 1946, tras el fin de la Segunda Guerra Mundial, se creó una escuela para maestras y en 1948 se fundó en Budyšin la Sorbische Volksbühne, un teatro popular bilingüe, llamado Němsko-Serbske Ludowe Dźiwadło Budyšin. Tambiçen aparecieron algunos autores modernos como Frido Metsk (1916), con los poemas Mojim serbom (A mis sórabos, 1939) y Ze zywjenje (De la vida, 1944); Feliks Hajna (1901-?), hijo de Miklaws, con Kralowna Esther (Reina Esther, 1924), Jank a Lenka  (1930), Hrod Lübin abo Bóh swojich njewopusci (Castillo de Lübben o Dios no abandona los suyos, 1926), Kuric trubku tobaka (Fumar una pipa), Doktor Bradl, mlady lekar (El doctor Bradl, joven médico) y Njezacpej swojeho bratra (No desprecies a tu hermano, 1931); el checo Vaclav Srb/Wecslaw Serb-Chejnicánski (1901-?) y Jurij Brězan (1916-2006), activo en el Movimiento Joven Lusacia y miembro de Domowina.
También destacó Mercen Nowak-Njechowski (1901-?) con la satírica Wusaty Krjepjel a druhe bajki (Krjepjel el bigotudo y otros cuentos, 1945) y los libros de viajes W carstwie Dusane Sylneho (En el imperio de Dusan el fuerte, 1936), Po serbskich pucach (Por los caminos de la serbia lusaciana) y Zapiski Bobaka (Apunts del ogro, 1952), y otros autores como el narrador Jurij Koch (1936) y el poeta Kito Lorenc (1938).
- Datos: Q1607177